# Vladimiro
Vladimiro  è un nome proprio di persona italiano maschile.

## Varianti
- Maschili: Wladimiro[2], Vladimir[2], Wladimir[2]
- Femminili: Vladimira[2], Wladimira[2]

### Varianti in altre lingue
- Antico slavo ecclesiastico: Vladimiru[3]
- Bielorusso: Уладзімір (Uladzimir)[4]
- Bulgaro: Владимир (Vladimir)[4]
- Catalano: Vladimir[5]
- Ceco Vladimír[4][6]
  - Femminili: Vladimíra[7]
- Croato: Vladimir[4]
  - Femminili: Vladimira[7]
- Francese: Vladimir[1]
- Georgiano: ვლადიმერ (Vladimer)[4]
- Lettone: Vladimirs[4]
- Lituano: Vladimiras[4]
- Macedone: Владимир (Vladimir)[4]
- Polacco: Włodzimierz[4][6]
- Russo: Владимир (Vladimir)[1][4][6]
- Serbo: Владимир (Vladimir)[4]
- Slovacco: Vladimír[4]
  - Femminili: Vladimíra[7]
- Sloveno: Vladimir[4]
  - Femminili: Vladimira[7]
- Spagnolo: Vladimiro[5]
- Ucraino: Володимир (Volodymyr)[4]

In numerose lingue slave è diffusa la forma abbreviata Vlad, o sue varianti quali Vlado, Vlatko e Vladan; oltre a queste, si annoverano anche il georgiano ლადო (Lado) e i russi Володя (Volodja) e Вова (Vova).

## Origine e diffusione

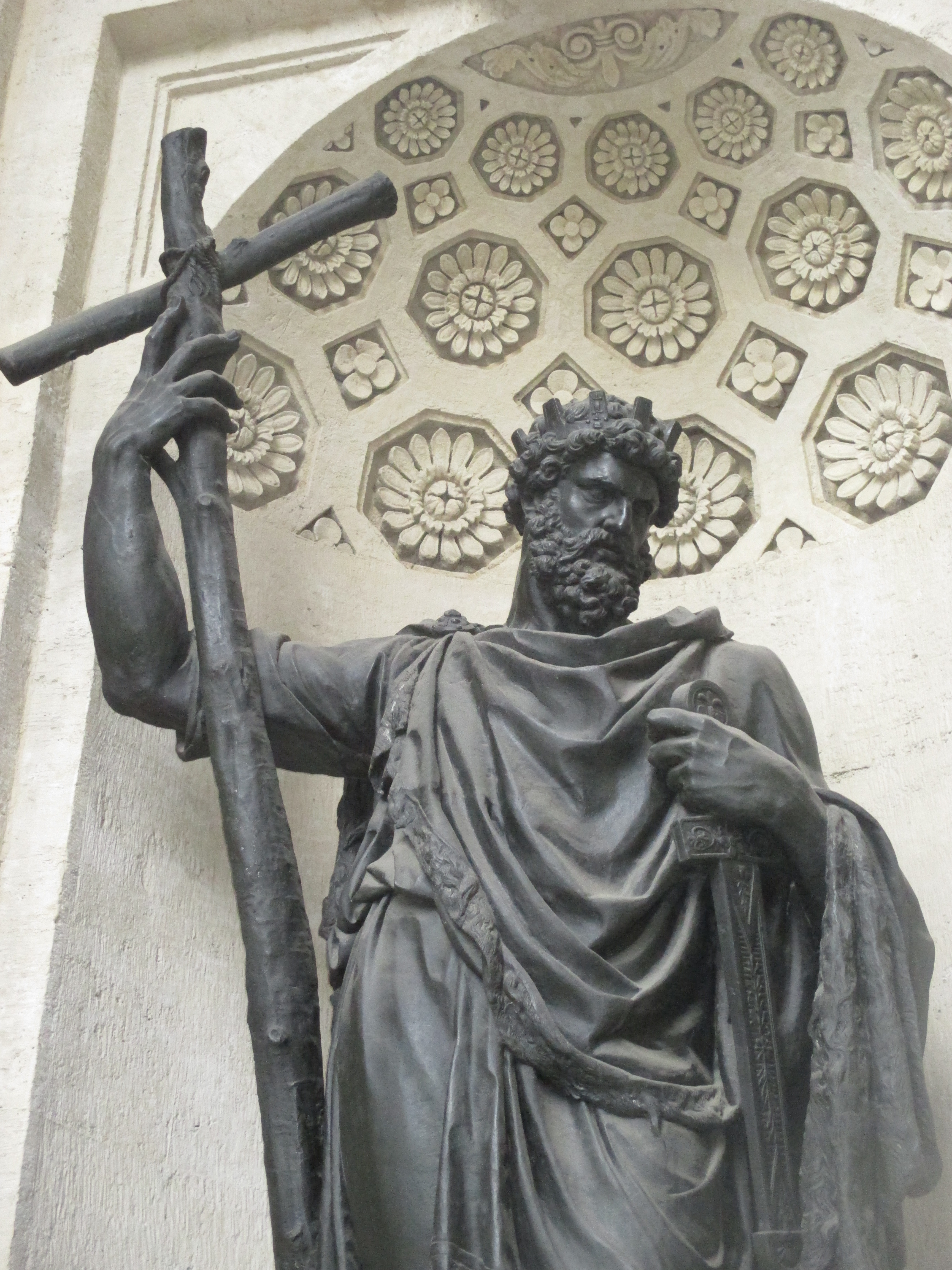
Statua di Vladimir I di Kiev nella cattedrale di Kazan' a Mosca

Si tratta di un nome comunissimo nei paesi slavi, che ha un suo corrispettivo germanico in Valdemaro; la forma slava antica era Vladiměr (di cui esisteva anche la variante "russizzata" Volodimer), composta dalle radici vlad ("potere", "potenza", "dominio") e měr o meru ("grande", "celebre", "famoso"), col possibile significato complessivo di "illustre per la sua potenza", "celebre per le sue proprietà". Col passare del tempo, il senso del secondo elemento andò perso, e venne quindi sostituito da mir, che vuol dire "pace", ma anche "mondo". Entrambi i termini a cui oggi viene ricondotto il nome sono frequentissimi nell'onomastica slava: vlad si trova anche in Ladislao e Vsevolod, e mir in Dragomir, Radomir, Miroslavo e molti altri.
Il nome venne portato da Vladimir I, gran principe della Rus' di Kiev, che convertì la Russia al cristianesimo, guadagnandosi la santità; dopo che ebbe sconfitto il popolo baltico degli jatvingi, il suo nome venne deonomasticizzato generando il termine lituano valdymieras, che vuol dire "conquistatore", "dominatore".
In Italia, l'uso del nome è eccezionale, perlopiù ripreso dall'Ottocento a partire dal russo, sia con motivazioni culturali (tratto da varie opere letterarie e teatrali), sia politiche (fu il nome di Lenin); negli anni settanta, risultava più diffuso al Centro-Nord, specie in Toscana, Emilia-Romagna, Lazio e Lombardia, con circa settemila occorrenze. Le grafie con la W hanno motivazioni prettamente "grafiche", e non hanno riscontro nelle lingue slave al di fuori del polacco Włodzimierz, comunque non pertinente.

## Onomastico
L'onomastico viene festeggiato il 15 luglio in ricordo di san Vladimiro, gran principe della Rus' di Kiev.

## Persone

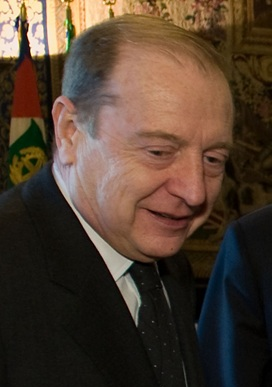
Vladimiro Zagrebelsky

- Vladimiro Caminiti, giornalista, scrittore e poeta italiano
- Vladimiro Crisafulli, politico italiano
- Vladimiro Missaglia, fumettista italiano
- Vladimiro Zagrebelsky, magistrato, giurista e accademico italiano

### Variante Wladimiro

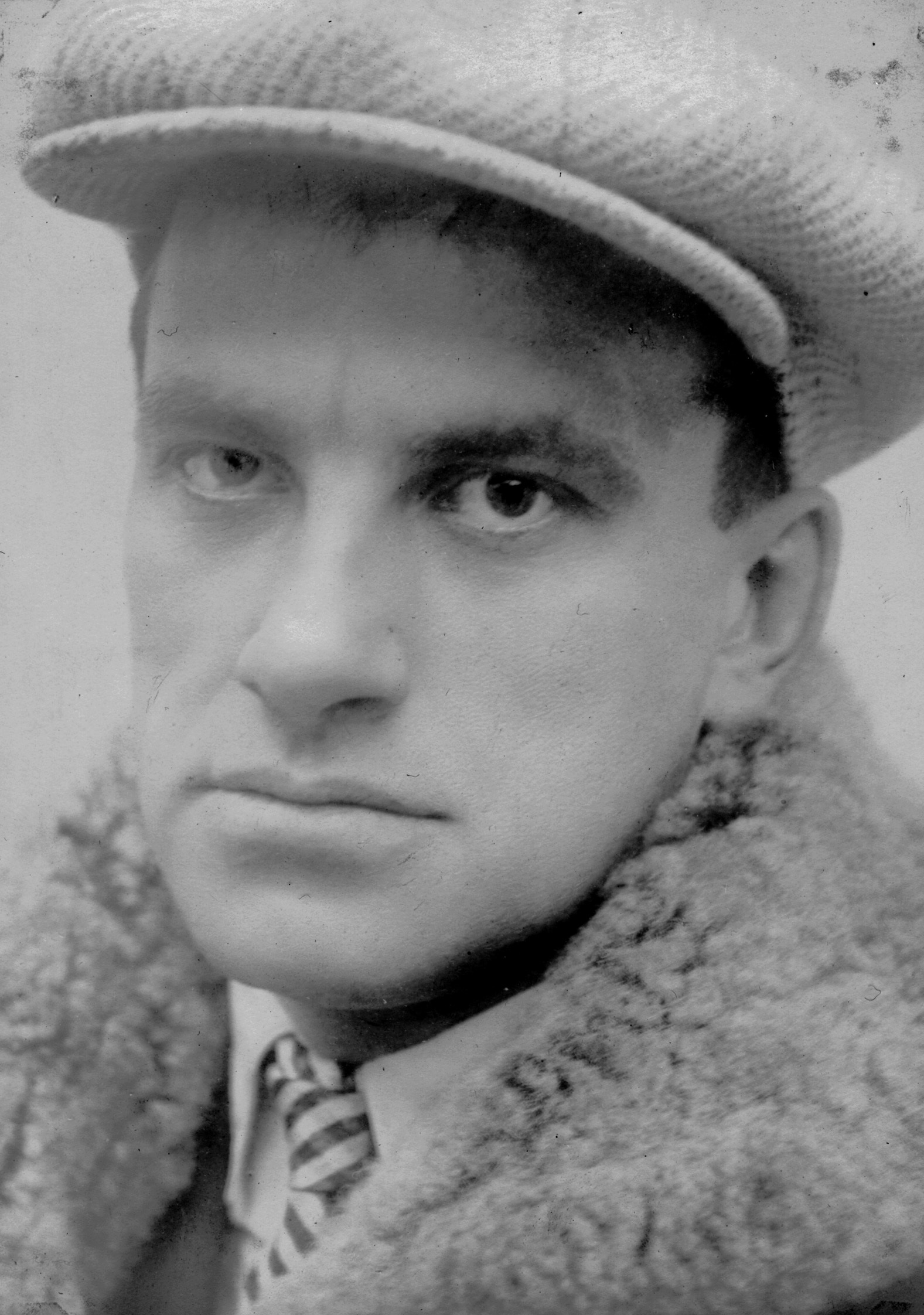
Vladimir Majakovskij

- Wladimiro Calarese, schermidore italiano
- Wladimiro Curatolo, politico italiano
- Wladimiro De Liguoro, attore, regista e direttore della fotografia italiano
- Wladimiro Dorigo, storico, accademico e politico italiano
- Wladimiro Panizza, ciclista su strada e ciclocrossista italiano

### Variante Vladimir
- Vladimir I, gran principe di Kiev

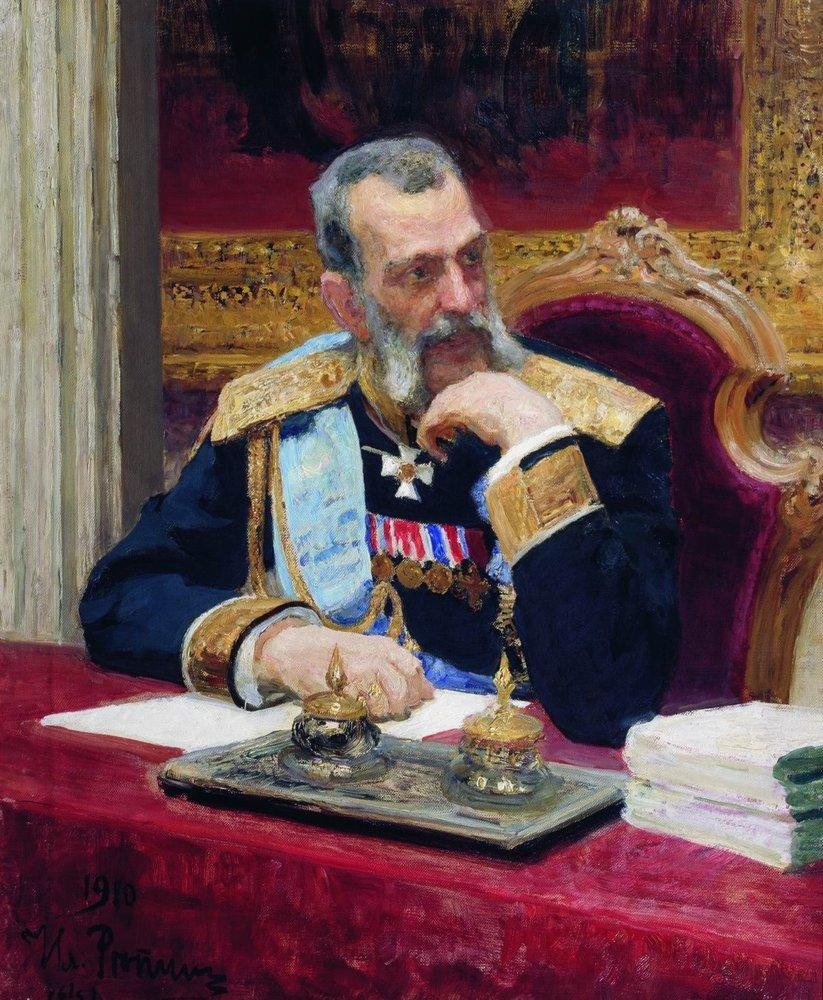
Vladimir Aleksandrovič Romanov

- Vladimir Aškenazi, pianista e direttore d'orchestra russo naturalizzato islandese
- Vladimir Horowitz, pianista e compositore russo naturalizzato statunitense
- Vladimir Koman, calciatore ucraino naturalizzato ungherese
- Vladimir Kozlov, wrestler ucraino naturalizzato statunitense
- Vladimir Kramnik, scacchista russo
- Vladimir Majakovskij, poeta, scrittore e drammaturgo sovietico
- Vladimir Nabokov, scrittore russo naturalizzato statunitense
- Vladimir Palej, poeta e nobile russo
- Vladimir Putin, politico ed ex militare russo
- Vladimir Romanov, granduca di Russia
- Vladimir Stasov, critico d'arte e critico musicale russo
- Vladimir Il'ič Ul'janov, vero nome di Lenin, politico e rivoluzionario russo

### Variante Vladimír
- Vladimír Hirsch, compositore ceco
- Vladimír Mečiar, politico slovacco

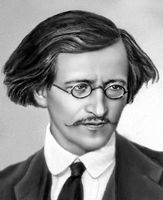
Volodymyr Antonov-Ovsijenko

- Vladimír Pácl, fondista, rugbista a 15 e dirigente sportivo apolide
- Vladimír Remek, cosmonauta, politico e diplomatico ceco.
- Vladimír Šmicer, calciatore ceco
- Vladimír Špidla, politico ceco
- Vladimír Weiss, calciatore slovacco

### Variante Volodymyr
- Volodymyr Antonov-Ovsijenko, rivoluzionario e diplomatico ucraino
- Volodymyr Ivasjuk, cantautore, compositore e poeta ucraino
- Volodymyr Klyčko, pugile ucraino
- Volodymyr Lytvyn, politico ucraino
- Volodymyr Polikarpenko, triatleta ucraino
- Volodymyr Pulnikov, ciclista su strada ucraino
- Volodymyr Zelens'kyj, politico, attore, sceneggiatore e comico ucraino

### Altre varianti maschili
- Wladimir Belli, ciclista su strada e dirigente sportivo italiano
- Włodzimierz Czacki, cardinale polacco
- Wladimir Kaminer, scrittore, giornalista e disc jockey russo naturalizzato tedesco
- Wladimir Köppen, geografo, botanico e climatologo tedesco
- Włodzimierz Ledóchowski, gesuita polacco
- Włodzimierz Lubański, calciatore polacco

## Il nome nelle arti
- Vladimiro è un personaggio della serie animata Vladimiro e Placido.
- Vladimir è un campione giocabile nel videogioco League of Legends.
- Vladimir è un personaggio della serie di romanzi e film Twilight, creata da Stephenie Meyer.
- Vladimir Lem è un personaggio della serie di videogiochi di Max Payne.
- Vladimir Zadornov è un personaggio del videogioco Metal Gear Solid: Peace Walker.